# Tassos Isaak
Anastasios (Tassos) Isaak (griechisch Αναστάσιος (Τάσος) Ισαάκ; * 1972; † 11. August 1996 bei Famagusta) war ein griechischer Zypriot, der bei einer Demonstration am 11. August 1996 vor Famagusta von Mitgliedern der rechtsextremistischen türkischen „grauen Wölfe“ in der UN-Pufferzone totgeprügelt wurde. Seiner wird meist zusammen mit seinem kurz darauf ebenfalls ermordeten Cousin Solomos Solomou in Zypern gedacht.

## Todesursache
Im August 1996, anlässlich des 22. Jahres der Teilung Zyperns, hatten mehr als 200 Motorradfahrer aus mehreren Ländern Europas eine Rallye von Berlin (bis 1989 die letzte geteilte Stadt Europas außer Nikosia) nach Zypern organisiert. Die Situation war angespannt, da zur selben Zeit die Kardak-Krise zwischen Griechenland und der Türkei entflammten. Sie verließen mit ihren Motorrädern am 2. August 1996 die deutsche Hauptstadt Berlin und planten, am 11. August 1996 an ihrem Bestimmungsort Deryneia südlich von Famagusta anzukommen. Im türkischen Teil Zyperns war an dem Tag eine Volkszählung geplant. Der Staat verhängte deshalb eine Ausgangssperre. Diese wollten sich die griechischen Biker zu nutzen machen und fuhren an die nordzyprische Grenze um zu Demonstrieren. Gleichzeitig planten rund 2500 Mitglieder der türkischen Organisation „Graue Wölfe“ in das türkisch besetzte Nordzypern zu reisen, um die Motorradfahrer und Demonstranten zu stoppen und zurückzudrängen, falls sie versuchen würden die Grenze zu überqueren.
Aufgrund des starken politischen Drucks (auch durch den UN-Generalsekretär Boutros Boutros-Ghali) auf die zypriotische Motorradfahrer-Vereinigung (Cypriot Motorcycle Federation), wurde die Protestveranstaltung am 11. August 1996 offiziell abgesagt. Diese Entscheidung wurde mit großer Missbilligung durch einen großen Teil der Motorradfahrer und andere Demonstranten aufgenommen. Daher beschlossen diese, eine eigene Protestaktion durchzuführen. Unter ihnen befand sich Tassos Isaak, der zusammen mit anderen Demonstranten in die UN-Pufferzone in der Nähe von Deryneia, südlich der türkisch besetzten Stadt Famagusta eindrang.
Ein Bericht der Vereinten Nationen besagte, dass die Demonstranten die UN-Pufferzone eindrangen und die als Grüne Linie bezeichnete Waffenstillstandslinie der türkischen Streitkräfte überquerten. Der Bericht der UN schildert weiter: „Obwohl die Situation sehr angespannt war, gelang es den UNFICYP-Soldaten sie unter Kontrolle zu bringen, nicht zuletzt weil das türkische Zypernkorps und die türkisch-zyprische Polizei trotz erheblicher verbaler Provokationen der Demonstranten in einer sehr disziplinierten und zurückhaltenden Art und Weise handelten.“
Während der Konfrontation in der UN-Pufferzone zwischen den Bikern und Demonstranten einerseits und den rechtsradikalen türkischen „Grauen Wölfen“ andererseits, verfing sich Isaak in einem Stacheldrahthindernis, ohne dass seine Mitdemonstranten bemerkten, dass er sich nicht mehr daraus befreien konnte. Es lief eine große Gruppe von Angehörigen der „Grauen Wölfe“, Zyperntürken und türkischen Siedlern mit Stangen und Steinen auf ihn zu und schlugen auf ihn ein.
Die in der Pufferzone befindlichen UN-Soldaten unterließen jegliche Hilfe, sowohl während als auch nach dem Angriff. Als griechisch-zyprischen Demonstranten an den Ort des Geschehen gelangten, um Isaak zu bergen, war dieser bereits seinen schweren Verletzungen erlegen.

## Beerdigung, Reaktionen und Folgen
Tassos Isaaks Beerdigung fand am 14. August 1996 statt und wurde von tausenden Menschen besucht. Erneute Proteste nach der Beerdigung bei Famagusta führten zu der Ermordung von Isaaks Cousin, Solomos Solomou, durch Soldaten der türkischen Besatzungsarmee.
Als Isaak getötet wurde, hinterließ er seine schwangere Frau. Das Kind wurde im Gedenken an den getöteten Vater auf den Namen Anastasia getauft, Taufpate wurde der damalige griechische Außenminister Theodoros Pangalos.
Am 22. November 1996 erließ die zyprische Polizei internationale Haftbefehle wegen Mordes an Tassos Isaak gegen Hasim Yilmaz (türkischer Siedler und ehemaliges Mitglied des türkischen Geheimdienstes), Neyfel Mustafa Ergun (türkischer Siedler, zyperntürkischer Polizeibeamter), Fikret Koreli Polat (Zyperntürke aus Famagusta), Mehmet Mustafa Arslan (türkischer Siedler, Führer der Grauen Wölfe im besetzten Nordzypern) und Erhan Arikli (türkischer Siedler aus der ehemaligen Sowjetunion).